# اعزيب سيدي عبد الله (الثوابت)
اعزيب سيدي عبد الله هو دُوَّار يقع بجماعة اتوابت، إقليم آسفي، جهة مراكش آسفي في المملكة المغربية. ينتمي الدوّار لمشيخة الثوابت التي تضم 15 دوار. يقدر عدد سكانه بـ 145 نسمة حسب الإحصاء الرسمي للسكان والسكنى لسنة 2004.

## روابط خارجية
- البوابة الوطنية للجماعات الترابية
- المندوبية السامية للتخطيط